# Моста
Моста (мальт. Il-Mosta) — місто в центрі острова Мальта, на північний захід від столиці Ла-Валлетти. Число жителів на початку XXI ст. — 19 000 чоловік.
15 серпня Моста відзначає парафіяльне свято Успіння. Святкування Дня Мости популярне як у місцевих жителів, так і у туристів. Місцеві парафіяни та містяни, прагнуть продемонструвати прихильність до міста та його покровителя.

## Історія
Територія нинішнього міста Моста була населена з давніх часів. Долмени в межах Моста є основним доказом цього. Кожен долмен має два прямокутних стоячих камені та ще один подібний камінь, розташований горизонтально над іншими двома.
У місті є кілька легенд, таких як легенда про наречену Моста, та низку історичних місць, таких як лінії Вікторії та середньовічні каплиці.
Багато трафіку проходить через вулицю Конституцію, головну вулицю. Мости, що з'єднує Південь і Північ Мальти.
Оскільки Моста знаходиться в центрі Мальти; автобуси проходять через Мосту по дорозі до Буїбби, Бурмарада, бухти Святого Павла, Каври, Кемксія, та інших міст на Півночі.

## Визначні пам'ятки
Головною визначною пам'яткою є місцевий собор — Ротонда Успіння Богородиці, купол якого (37 м в діаметрі) є третім за величиною в Європі і дев'ятим у світі. Під час німецького бомбардування 9 квітня 1942 року в собор потрапила бомба, але не вибухнула. У соборі знаходилося 302 людини. З них ніхто не постраждав.

### Каплиця Сперанца
Визначною пам'яткою є каплиця Сперанца, що розташована в долині Сперанца. Каплиця побудована у 18 столітті, між 1760 та 1761 рр. Легенда, пов'язана з каплицею, розповідає, що під час турецького вторгнення дівчинка та її сестри намагалися втекти. Дівчина не могла бігти швидко, бо вона злегка кульгала. Кажуть, що вона сховалася в печері (знайдена під Каплицею, з лівого боку), і молилася Марії, матері Ісуса, обіцяючи, що якщо її врятують, вона збудує каплицю, присвячену Богоматері. Коли турецькі окупанти, що переслідували її, приїхали, вони не шукали її в печері, бо думали, що дівчина там не може сховатися, оскільки на вході була непорушна павутина, що не було б так, якби хтось зайшов.

### Садиба маркіза Маллія Табоне
Садиба «Маркіз Маллія Табоне» — це фольклорна визначна пам'ятка, керована філантропією «Талант Мості» та у співпраці з радою сусідньої школи. Садиба виходить на долину Віда-Іль-Газеля. Тут розміщені виставки картин, фотографій, ремісничих робіт, фольклору.

### Башта Кумбо
Башта Кумбо — укріплена резиденція в Мості.

## Галерея зображень

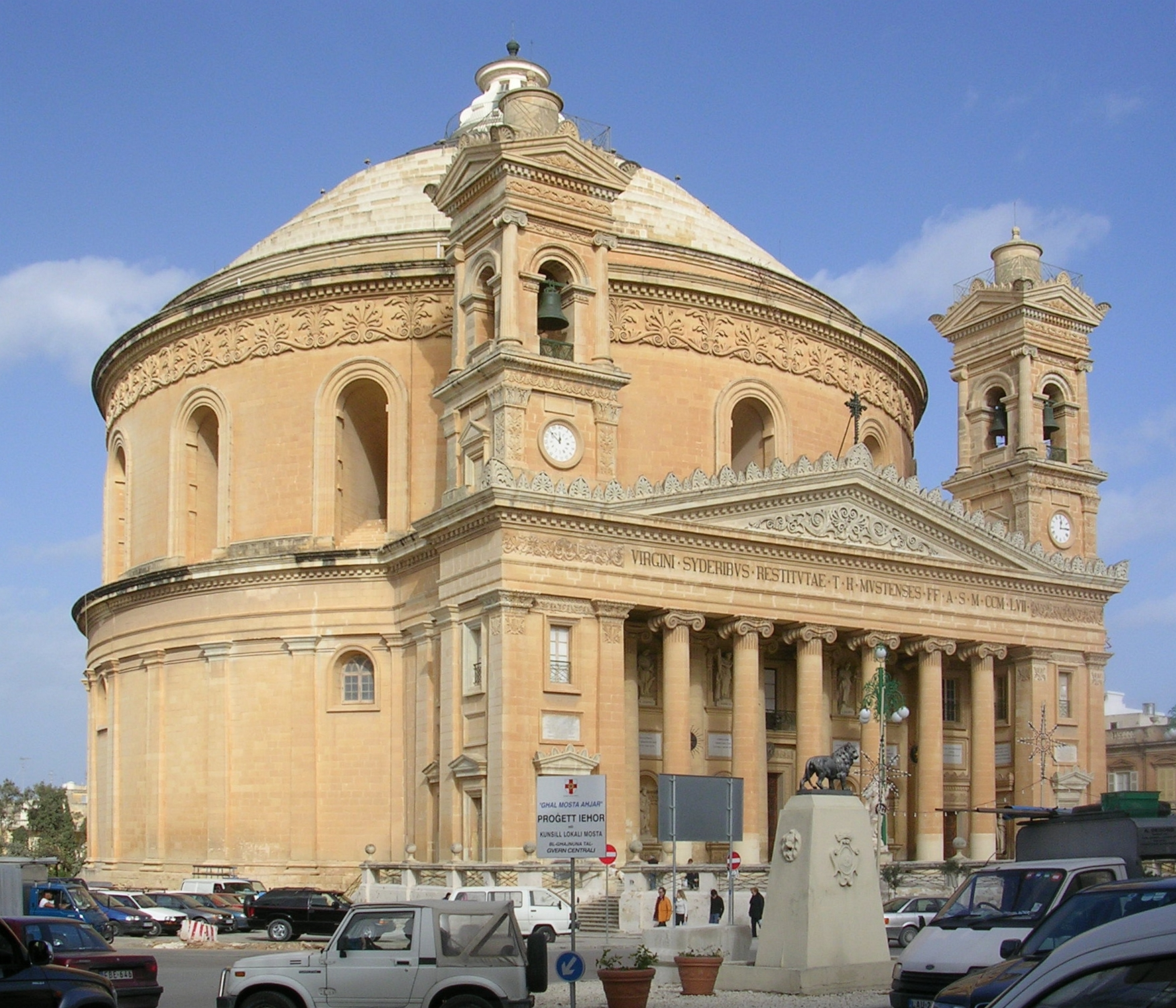
Ротонда Успіння Богородиці
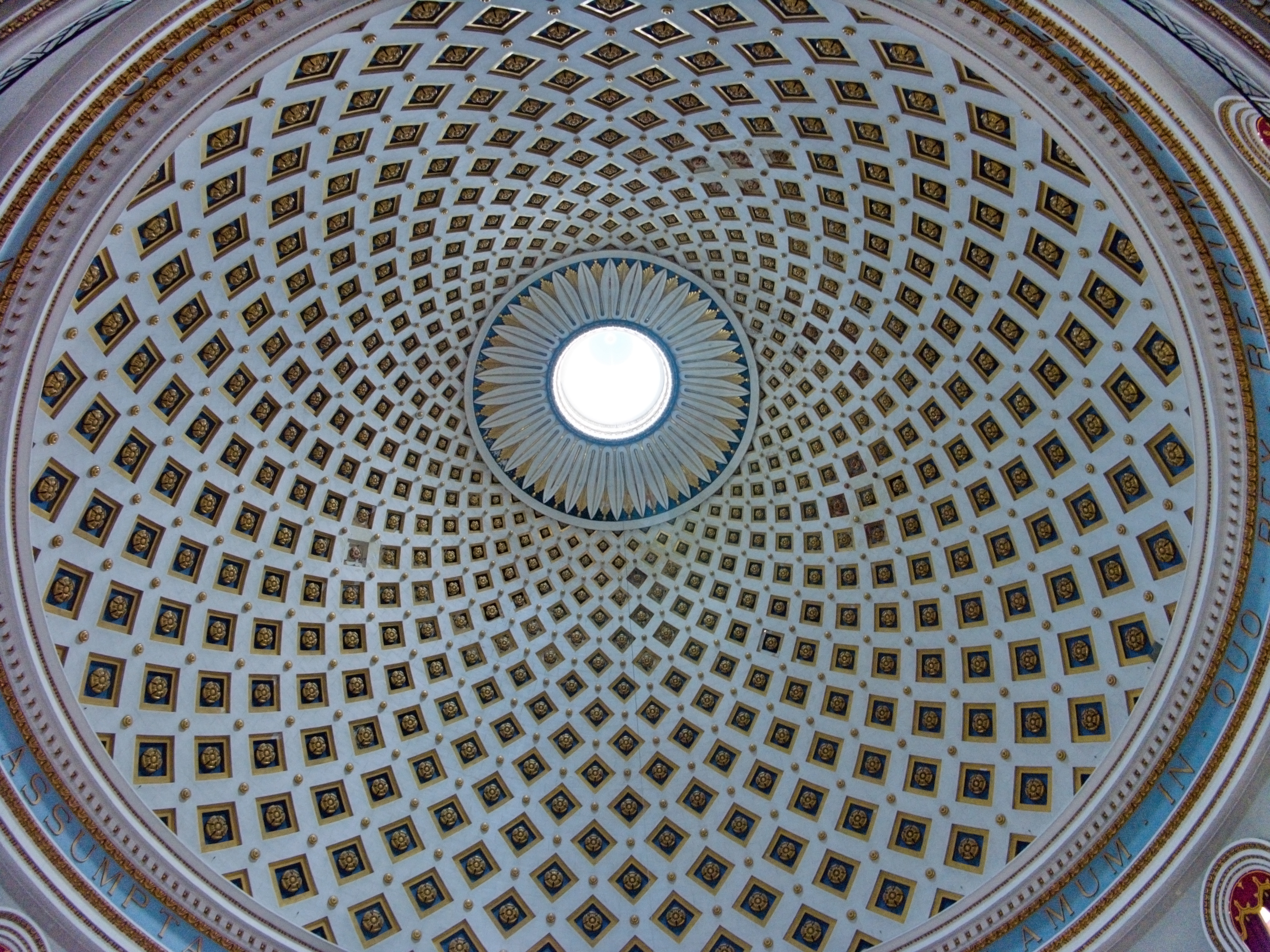
Вигляд куполу зсередини
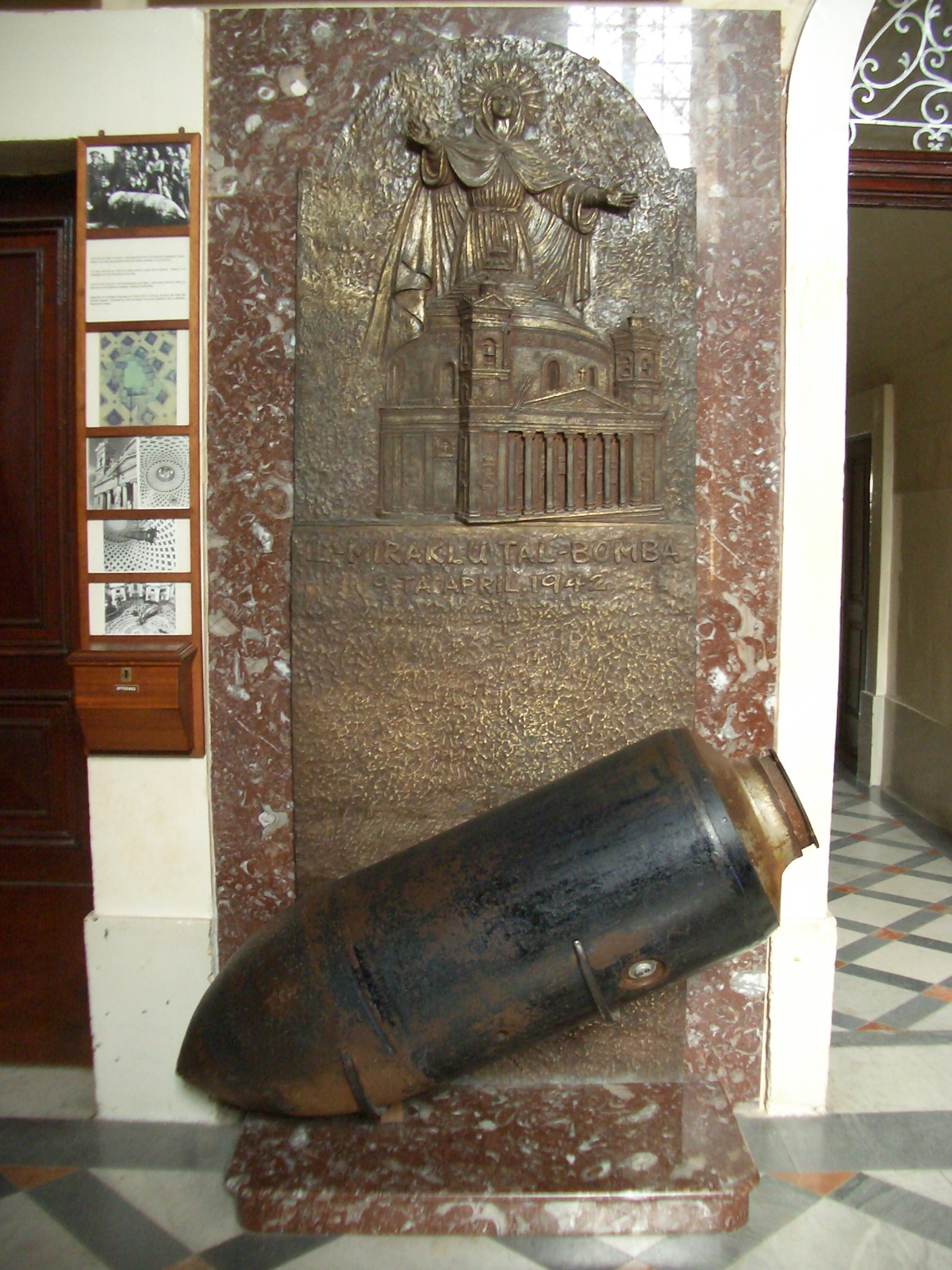
Муляж бомби, яка упала на собор